# Andrea Amati (liutaio)

Stemma Amati

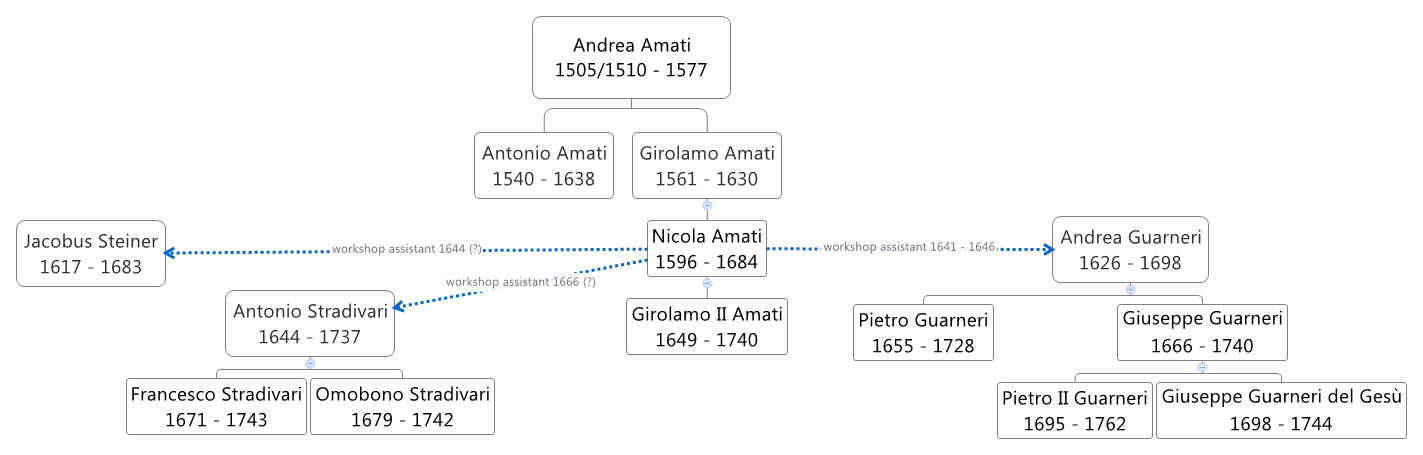
Diagramma degli allievi di Andrea Amati

Andrea Amati (Cremona, 1505/1510 – Cremona, 24 dicembre 1577) è stato un liutaio italiano.

## Biografia
Attivo a Cremona, è stato il capostipite di una famiglia di artigiani, presso la quale lavorarono nel Seicento Andrea Guarneri e Antonio Stradivari.
Pare che apprendesse i segreti della liuteria, all'epoca intesa come costruzione di liuti e non di archi, nella bottega di Giovanni Leonardo de Martinengo, figlio di Moisè, titolare di un banco dei pegni da lui aperto a Cremona su mandato del Consiglio dei Dieci della Repubblica di Venezia. 
Alcune fonti lo indicano anche, ma senza sicurezza, come allievo di Gasparo da Salò. In effetti fino a circa il 1555 pare abbia esercitato l'attività di "liuter" (termine originale dell'epoca per costruttore di liuti che risulta essere assegnata, per la prima volta, al suo maestro Leonardo Giovanni da Martinengo, già nei primi anni del "500 quando Andrea era nella sua bottega cremonese) appresa assieme a un compagno; poi dal 1560 circa, dopo aver fiutato il prosperoso mercato degli archi che fioriva in Brescia, ha cambiato produzione, passando ai violini e introducendo tale lavorazione per la prima volta a Cremona.
Nella seconda metà del XVI secolo gli fu commissionata la costruzione di un nutrito gruppo di strumenti per la corte di Francia. Di quel gruppo sopravvivono un violino ed una viola tenore, conservati presso l'Ashmolean Museum di Oxford. Di lui rimangono pochissimi documenti originali (11 soltanto rispetto al centinaio circa riguardanti Gasparo) dei quali nessuno accenna alla costruzione di violini e solo l'ultimo, del 1576, dichiara la generica professione di costruttore di "strumenti da sonar", cosa assai strana se si considera la prestigiosa commissione di violini per la corte di Carlo IX di Francia.
Alla sua morte lasciò la bottega in eredità ai figli Antonio e Girolamo.

## Violini

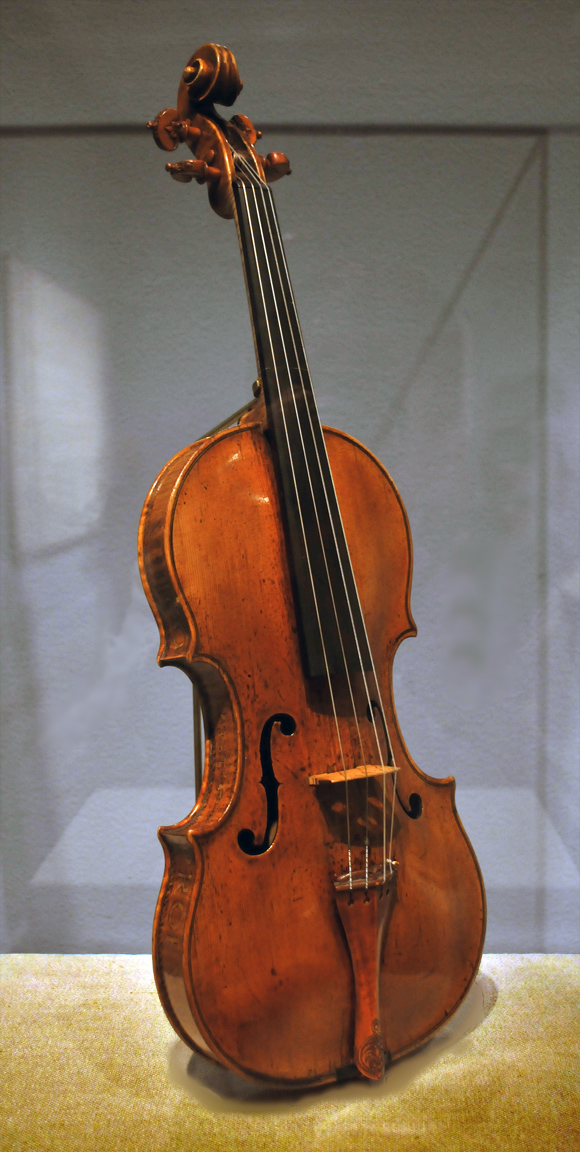
Violino (1559 circa), Metropolitan Museum of Art, New York

I suoi violini, molto rari, hanno piccole dimensioni ed hanno una gonfiatura accentuata. la colorazione può essere bruna o gialla arancio. Lo strumento è caratterizzato da una scarsa altezza motoria causata dalla curvatura del piano armonico, compensata da un suono di estrema dolcezza. Il fondo è realizzato con acero di pino o pioppo bastardo. Sia il fondo sia le fasce sono tagliate in modo da essere emo  a strato. Il profilo mostra interessantissime coincidenze con quello della prima scuola bresciana e di Gasparoello da Salò in particolare.